# Jose Dario Ramirez Jimenez
José Darío Ramírez Jiménez (Manzanares, Caldas, 2 de noviembre de 1965) es un Administrador de Empresas Agropecuarias, político caldense, exalcalde  y exconcejal de Manzanares Caldas.

## Reseña Biográfica
José Darío Ramírez Jiménez es un Político Caldense y Administrador de Empresas Agropecuarias nacido el 2 de noviembre de 1965 en Manzanares, Caldas, hijo de Rodrigo Ramírez Jiménez y Rosa Maria Jiménez Ramírez. Cursó sus estudios básicos en el Colegio Nuestra Señora del Rosario, donde obtuvo el título de Bachiller Académico en el año de 1985. Fue elegido concejal de Manzanares en las elecciones de 1994 para el periodo comprendido entre el 1 de enero de 1995 hasta el 31 de diciembre de 1999. Aspiró por primera vez a la Alcaldía de Manzanares por el Partido Republicano en las elecciones del año 2000, pero fue derrotado por el candidato del Partido Conservador Henry Ramírez Montes. 
Fue funcionario de la Gobernación de Caldas desde el 22 de mayo de 2002 hasta el 23 de marzo de 2011. En el 2007 inició sus estudios superiores en la Universidad de Caldas, obteniendo el título de Administrador de Empresas Agropecuarias en el año 2011. Para ese mismo año se presentó como precandidato a la Alcaldía de Manzanares en consulta popular interna del Partido Conservador donde saldría derrotado su competidor Enrique Botero Álvarez, ganando la candidatura a la Alcaldía por segunda vez. Posteriormente se enfrentó en octubre de 2011 con el candidato del Partido de la U, Carlos Alberto Aristizábal Montes, ganando Darío Ramírez la Alcaldía de Manzanares con 6.115 votos, siendo la votación más alta registrada hasta el momento para las elecciones de alcalde en ese Municipio. Inició su mandato el 1 de enero de 2012 y terminó su periodo el 31 de diciembre del 2015.

## Gabinete Municipal 2012-2015
| Nombre                            | Cargo                                      | Vigencia                                    |
| Jose Darío Ramírez Jiménez        | Alcalde                                    | 2012-2015 por voto popular                  |
| --------------------------------- | ------------------------------------------ | ------------------------------------------- |
| Gladis Carmenza Herrera Gutiérrez | Secretaria General y de Gobierno           | 1 de enero de 2012-31 de diciembre de 2015  |
| Diana Marsela Cárdenas Pineda     | Secretaria de Educación                    | 1 de enero de 2012-septiembre 2015          |
| Olga Lucia Botero Gómez           | Líder de Proyectos                         | 1 de enero de 2012-11 de abril de 2012      |
| Rubén Dario Botero                | Secretario de Planeación e Infraestructura | 1 de enero de 2012-11 de abril de 2012      |
| Olga Lucia Botero Gómez           | Secretaria de Planeación e Infraestructura | 12 de enero de 2012-31 de diciembre de 2015 |
| Cristian Andres Marín Henao       | Líder de Proyectos                         | Desde 2013 hasta el 31 de diciembre de 2015 |
| Leonardo Gómez Osorio             | Director Oficina Agropecuaria              | Enero de 2012-31 de diciembre de 2015       |
| Carlos Andres Duque Álzate        | Secretario de Hacienda                     | 1 de enero de 2012-31 de diciembre de 2015  |
| Luz Adriana Osorio Osorio         | Directora Local de Salud                   | 1 de enero de 2012-31 de diciembre de 2012  |
| Nora Cardona Zuluaga              | Directora Local de Salud                   | Enero de 2013-31 de diciembre de 2015       |
| Jhoan Sebastián Escobar Castro    | Jefe de comuncionees                       | 1 de enero de 2012-31 de diciembre del 2015 |